# 「晴れの国 岡山」駅伝競走大会
「晴れの国 岡山」駅伝競走大会（はれのくにおかやまえきでんきょうそうたいかい）とは、岡山県で開催されている市区町村対抗駅伝競走である。通称「晴れの国駅伝」。

## 概要
2010年の全国都道府県対抗女子駅伝で岡山県チームが優勝したのを記念して、2012年1月29日に第1回が開催された。以降、毎年1月下旬の日曜日に開催されている。岡山陸上競技協会が主催し、岡山県スポーツ協会と山陽新聞社が共催している。
岡山市中区の旭川・百間川ランニングコースにおいて、各々が区間距離別に設けられた折り返し地点を往復する、9区間合計42.195kmのコースで行われる。

## ブロック分け
岡山県の市町村のうち、2024年現在以下の区割りであり、全チーム出場した場合32チームとなる。
- 岡山市中区
- 岡山市東区
- 岡山市南区
- 岡山市北区
- 倉敷市（旧倉敷地区）
- 倉敷市（玉島・船穂・真備）
- 倉敷市（児島）
- 津山市
- 玉野市
- 笠岡市
- 井原市
- 総社市
- 高梁市
- 新見市
- 備前市
- 瀬戸内市
- 赤磐市
- 真庭市
- 美作市
- 浅口市
- 和気町
- 早島町
- 里庄町
- 矢掛町
- 新庄村
- 鏡野町
- 勝央町
- 奈義町
- 西粟倉村
- 久米南町
- 美咲町
- 吉備中央町

## 参加資格
特定の日現在で各市町村に在住または在勤している者
。
- 中学生・高校生・県内の大学生 : 保護者の居住地
- 他県出身者で県内中学校・高校・大学に在学 : 学校の所在地

他都道府県居住者または他市町村居住者であっても、出身中学校所在地もしくは保護者の居住地の市町村から2名以内の出場が認められる（ふるさと競技者）。

### チーム編成
チームは監督1名、コーチ1名、選手13名の構成。第2・第6区は男子中学生、第3・第7区は女子中学生、第1・第4・第9区は男子高校生・大学生・社会人、第5・第8区は女子高校生・大学生・社会人。男女とも高校生が1名以上含まれる。ふるさと競技者は2名以内。

## コース
百間川緑地公園の軟式野球場A・ソフトボール場A付近（穝川原橋の北側）をスタート・中継所・ゴールとし、旭川・百間川ランニングコースを走行する9区間42.195kmのコースである。
各区間とも同じコースを走行し、各区間距離に応じて設けられた異なる折り返し地点で折り返した後、スタート・ゴール地点兼中継所を通過し100m先で折り返し、再度スタート・ゴール地点兼中継所に戻りたすきを次の走者に渡す。第9区のみ2往復しフィニッシュとなる。

### 区間
| 区間  | 距離     | 走者     |
| ----- | -------- | -------- |
| 第1区 | 6km      | 男子     |
| 第2区 | 3km      | 中学男子 |
| 第3区 | 3km      | 中学女子 |
| 第4区 | 4.0975km | 男子     |
| 第5区 | 6km      | 女子     |
| 第6区 | 3km      | 中学男子 |
| 第7区 | 3km      | 中学女子 |
| 第8区 | 4.0975km | 女子     |
| 第9区 | 10km     | 男子     |

男子と女子には高校生・大学生・社会人が入るが、高校生が男女とも1名以上含まれる。

## 歴代優勝チーム
| 回     | 開催日        | 優勝チーム     | 記録          | 備考     |
| ------ | ------------- | -------------- | ------------- | -------- |
| 第1回  | 2012年1月29日 | 岡山市東区     | 2時間17分29秒 |          |
| 第2回  | 2013年1月27日 | 岡山市北区     | 2時間20分09秒 |          |
| 第3回  | 2014年1月26日 | 井原市         | 2時間19分18秒 |          |
| 第4回  | 2015年1月25日 | 井原市         | 2時間18分23秒 |          |
| 第5回  | 2016年1月31日 | 倉敷市（倉敷） | 2時間19分35秒 |          |
| 第6回  | 2017年1月29日 | 倉敷市（倉敷） | 2時間17分12秒 |          |
| 第7回  | 2018年1月28日 | 倉敷市（児島） | 2時間18分46秒 |          |
| 第8回  | 2019年1月27日 | 岡山市北区     | 2時間18分40秒 |          |
| 第9回  | 2020年1月26日 | 岡山市南区     | 2時間16分48秒 |          |
| 第10回 | 2021年        | 中止           | 中止          | 中止     |
| 第11回 | 2022年        | 中止           | 中止          | 中止     |
| 第12回 | 2023年1月29日 | 岡山市北区     | 2時間15分29秒 | 大会記録 |
| 第13回 | 2024年1月28日 | 岡山市北区     | 2時間17分02秒 |          |
| 第14回 | 2025年1月26日 | 岡山市北区     | 2時間17分40秒 |          |

## 市町村対抗駅伝を行っている他の都道府県
- 青森県（青森県民駅伝競走大会）
- 岩手県（一関・盛岡間駅伝競走大会）
- 宮城県（みやぎ地域対抗駅伝競走大会）
- 秋田県（秋田25市町村対抗駅伝ふるさとあきたラン！）
- 山形県（山形県縦断駅伝競走大会）
- 福島県（ふくしま駅伝）
- 茨城県（茨城県民駅伝競走大会）
- 栃木県（栃木県郡市町対抗駅伝競走大会）
- 埼玉県（埼玉県駅伝競走大会）
- 千葉県（山武郡市民駅伝競走大会）
- 東京都（中学生「東京駅伝」大会）
- 神奈川県（市町村対抗かながわ駅伝競走大会）
- 新潟県（新潟県縦断郡市対抗駅伝競走大会）
- 富山県（富山県駅伝競走大会）
- 石川県（石川県市町対抗ふるさと駅伝）
- 福井県（都市対抗駅伝競走大会）
- 山梨県（山梨県一周駅伝）
- 長野県（長野県縦断駅伝競走、長野県市町村対抗駅伝競走大会）
- 岐阜県（ぎふ清流郡市対抗駅伝競走大会）
- 静岡県（しずおか市町対抗駅伝）
- 愛知県（愛知県市町村対抗駅伝競走大会）
- 三重県（美し国三重市町対抗駅伝）
- 京都府（京都府民総合体育大会市町村対抗駅伝）
- 大阪府（大阪府市町村対抗駅伝競走大会）
- 兵庫県（兵庫県郡市区対抗駅伝）
- 奈良県（市町村対抗子ども駅伝大会）
- 和歌山県（和歌山県市町村対抗ジュニア駅伝競走大会）
- 鳥取・島根県（宍道湖一周駅伝競走大会）
- 山口県（山口県読売駅伝）
- 徳島県（徳島駅伝）
- 高知県（高知県市町村対抗駅伝）
- 福岡県（市町村対抗福岡駅伝）
- 佐賀県（郡市対抗県内一周駅伝大会）
- 長崎県（郡市対抗県下一周駅伝大会）
- 熊本県（郡市対抗熊日駅伝、熊日郡市対抗女子駅伝大会）
- 大分県（県内一周大分合同駅伝）
- 宮崎県（宮崎県市町村対抗駅伝競走大会）
- 鹿児島県（鹿児島県下一周市郡対抗駅伝競走大会）